# Pian dei Mantellini
Il Pian dei Mantellini è una strada di Siena, nel Terzo di Città.

## Storia e descrizione
In passato con il nome di piazza del Carmine, di forma arcuata, cingeva idealmente la zona sud di Castelvecchio ed ebbe nel tempo una cospicua concentrazione di chiese e conventi, come testimonia lo stesso nome. I Mantellini erano infatti i Carmelitani Scalzi, presenti in città dal 1262 e così chiamati per il corto mantello indossato sul saio. 
Al 40 si vede il noeclassico palazzo Piccolomini Bellanti, ristrutturato su progetto di Serafino Belli (1799-1804), mentre in angolo con la salita di San Quirico si vede palazzo Celsi Pollini (nn. 39-41) di Baldassarre Peruzzi, che sebbene rimaneggiato nei secoli mostra ancora un'interessante facciata con basamento a scarpata, due ordini di finestre e un cornicione riccamente decorato. Sul lato opposto si vede la chiesa di San Niccolò al Carmine, trecentesca, rimaneggiata nel 1517 su progetto probabilmente dello stesso Peruzzi. Pproseguendo verso le Due Porte, si trova palazzo Fineschi Sergardi (nn. 26-30), già convento delle Derelitte, di Bartolomeo Neroni.
Al margine orientale si trovano invece la chiesa dei Santi Niccolò e Lucia e l'arco di Santa Lucia, antica porta urbica delle prime mura dell'XI secolo, che portava a Castelvecchio.

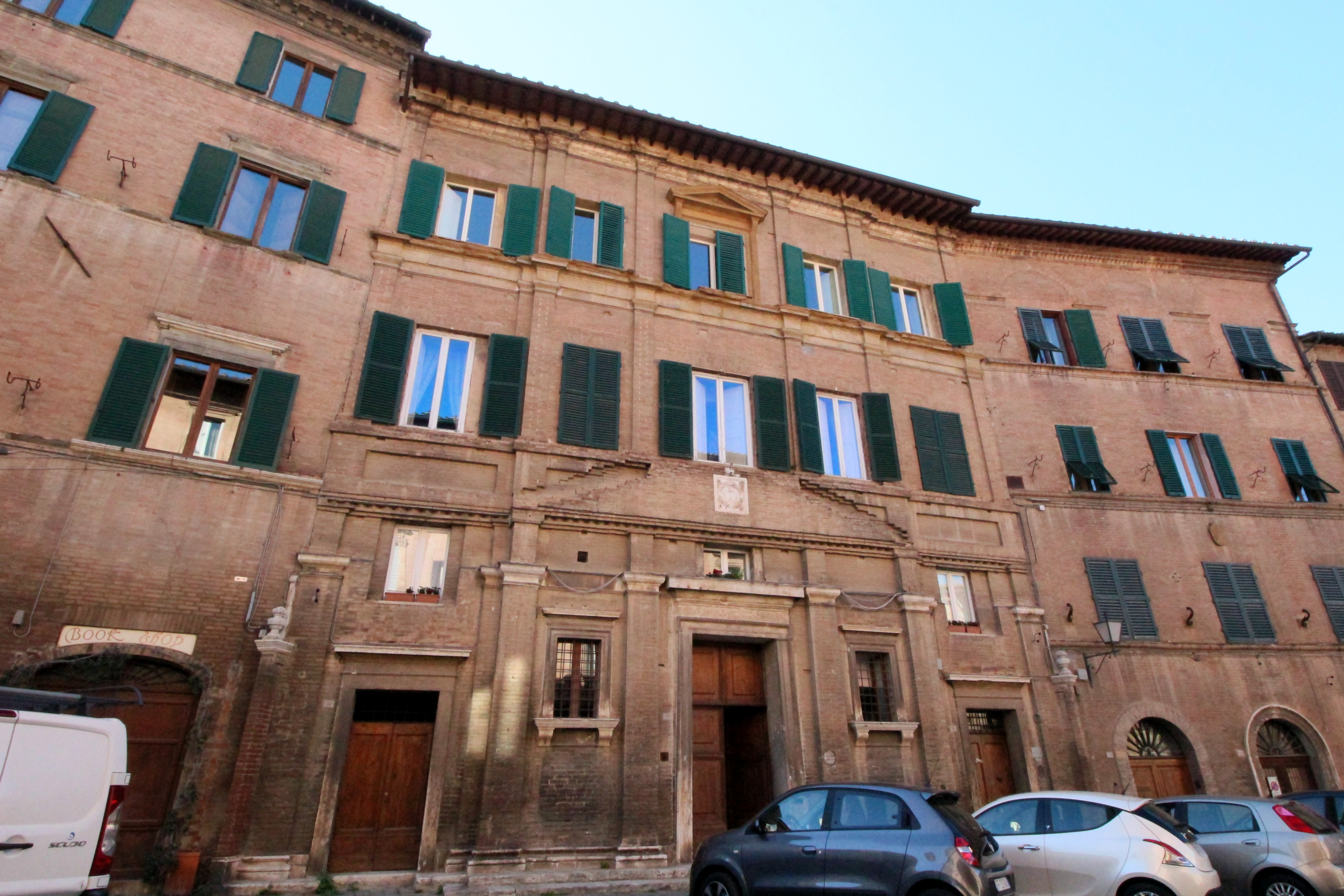
Palazzo Fineschi Sergardi
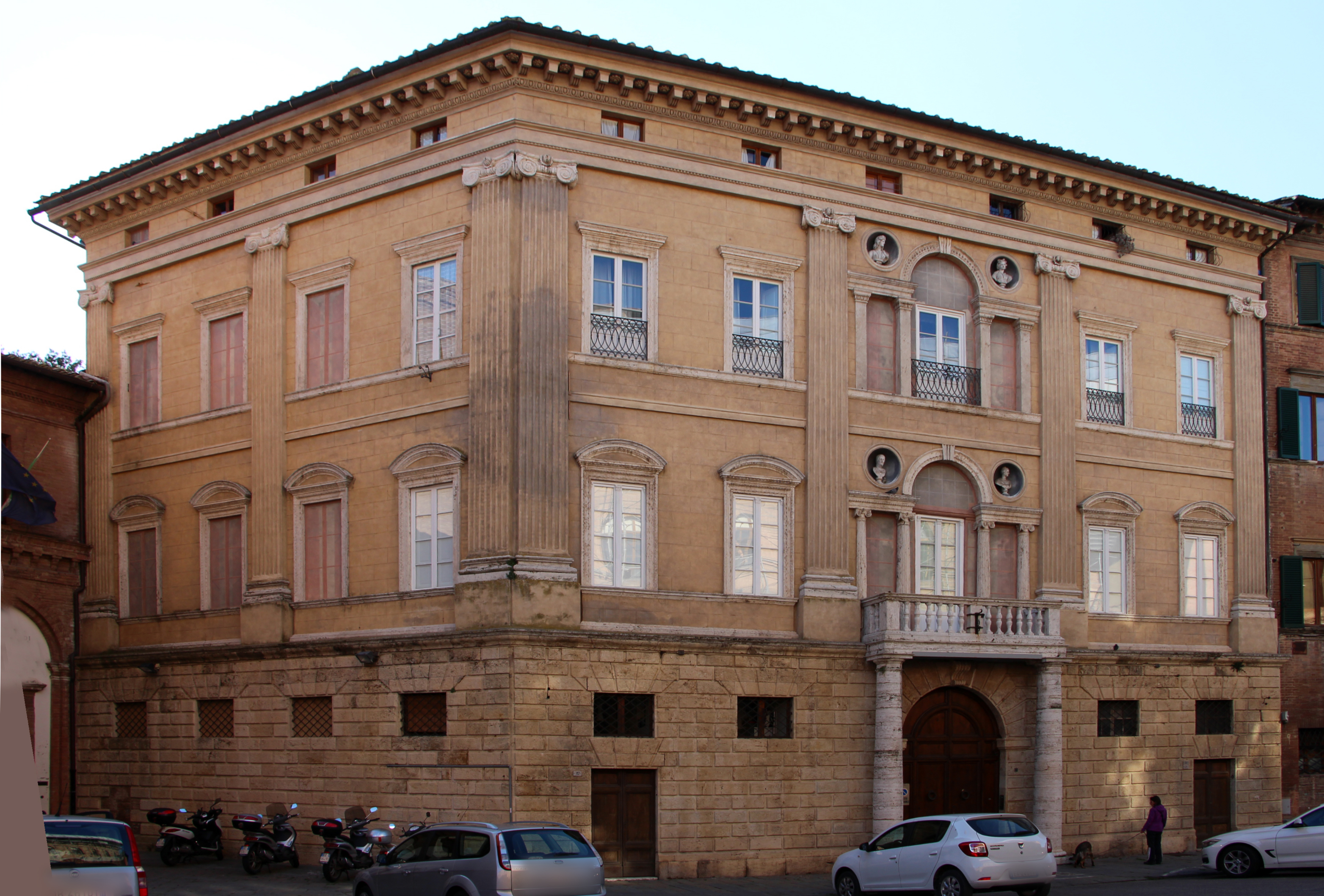
Palazzo Piccolomini Bellanti
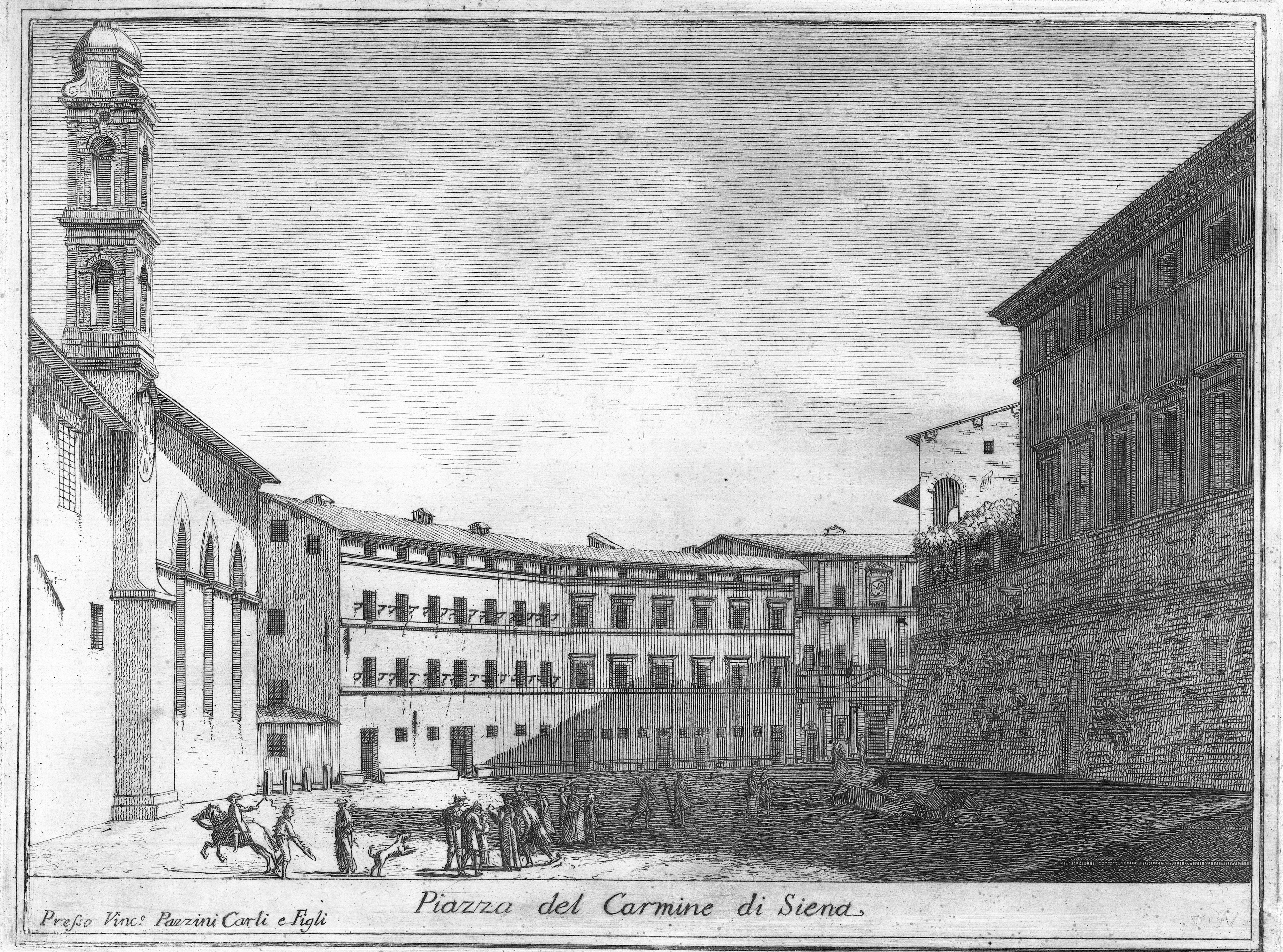
Piazza del Carmine di Siena